# Shnogh
Shnogh là một đô thị thuộc tỉnh Lori, Armenia. Dân số ước tính năm 2011 là 3139 người.